# Ctenopterella blechnoides
Ctenopterella blechnoides är en stensöteväxtart som först beskrevs av Grev., och fick sitt nu gällande namn av Barbara S. Parris. Ctenopterella blechnoides ingår i släktet Ctenopterella och familjen Polypodiaceae. Inga underarter finns listade.